# Aozora ni yureru mitsugetsu no kobune.
Aozora ni yureru mitsugetsu no kobune. (jap. 蒼空に揺れる蜜月の小舟。) – trzeci album studyjny japońskiej piosenkarki Yukari Tamury, wydany 6 listopada 2003. Utwory Primary Tale i Lovely Magic wykorzystano w rozpoczęciach programu radiowego Tamura Yukari no Kuro Usagi no Kobeya (jap. 田村ゆかりの黒うさぎの小部屋), a utwory Kirara jikan ryokō i Koi utahime ~Mitsugetsu yoru Version~ użyto w ich zakończeniu. Album sprzedał się w nakładzie 5 775 egzemplarzy.

## Lista utworów
| Nr  | Tytuł | Słowa                        | Kompozycja         | Aranżacja                     | Czas |
| --- | --- | ---------------------------- | ------------------ | ----------------------------- | ---- |
| 1.  | "Primary Tale"                                                                                                 | marhy                        | marhy              | Tetsuya Uchida, marhy         |      |
| 2.  | "Lovely Magic"                                                                                                 | Mika Watanabe                | Mika Watanabe      | Mika Watanabe, Kanichirō Kubo |      |
| 3.  | "Daisuki to namida" (jap. 大好きと涙)                                                                          | Kazuyuki Shibayama           | Kazuyuki Shibayama | Hirokazu Inuyama              |      |
| 4.  | "Fruits" (jap. フルーツ Furūtsu)                                                                               | Mika Watanabe, Rie Yoshihara | Mika Watanabe      | Mika Watanabe, Kanichirō Kubo |      |
| 5.  | "Kirara jikan ryokō" (jap. きらら時間旅行)                                                                     | Kei Narita                   | Tomonori Hotta     | Yasunari Nakamura             |      |
| 6.  | "Snow bird" | Masatomo Ōta                 | Masatomo Ōta       | Masatomo Ōta                  |      |
| 7.  | "Tsukihana" (jap. 月華)                                                                                        | Tomomi Haraguchi             | Masahiro Inada     | Masahiro Inada                |      |
| 8.  | "Nemurenu yoru ni tsukamaete" (jap. 眠れぬ夜につかまえて)                                                      | Manami Fujino                | Tsugumi Kataoka    | Tsugumi Kataoka               |      |
| 9.  | "Niji no kiseki" (jap. 虹の奇跡)                                                                               | marhy                        | marhy              | Tetsuya Uchida, marhy         |      |
| 10. | "Koi utahime ~Mitsugetsu yoru Version~" (jap. 恋歌姫 ～蜜月夜バージョン～ Koi utahime ~Mitsugetsu yoru Bājon~) | Masatomo Ōta                 | Masatomo Ōta       | Masatomo Ōta                  |      |
| 11. | "Fukashoku na ai" (jap. 不可触な愛)                                                                            | Kaori Kawaguchi              | 檀上鎮孝           | 檀上鎮孝                      |      |
| 12. | "Honey Moon"                                                                                                   | Yukari Tamura                | Masatomo Ōta       | Masatomo Ōta                  |      |